# Steampunk
Steampunk je podžanr znanstvene fantastike s elementima alternativne povijesti i cyberpunka.
Radnja se događa u prošlosti, često u početcima industrijske revolucije, gdje postoje neke tehnologije ili izumi koji su u stvarnosti otkriveni odnosno izumljeni kasnije. Prvim steampunkom smatra se novela Diferencijalni stroj Williama Gibsona i Brucea Sterlinga u kojoj lord Byron i Charles Babbage uspijevaju napraviti funkcionalno mehaničko digitalno računalo. Inspiracija za steampunk sigurno je došla od djela ZF pisaca 19. stoljeća, poput Julesa Vernea, Marka Twaina, H. G. Wellsa ili Mary Shelley.

## Pisci
- Bruce Sterling
- William Gibson
- Dru Pagliassotti
- Ju Honisch
- Philip Reeve
- Ronald M. Hahn

## Stripovi
- The League of Extraordinary Gentlemen (Družba pravih gentlemena)
- Archeologists of Shadows (Septagon Studios  Arhivirana inačica izvorne stranice od 5. kolovoza 2013. (Wayback Machine))
- Girl Genius (Studio Foglio)
- Boston Metaphysical  (Boston Metaphysical society)

## Filmovi
- Dvanaest majmuna
- Smrtonosni strojevi
- Planet s blagom
- Braća Grimm (2005)
- Van Helsing

## A
- Alice: Madness Returns
- American McGee's Alice
- Aqua (video game)
- Arcanum: Of Steamworks and Magick Obscura

## B
- Bang! Howdy
- Banjo-Kazooie: Nuts & Bolts
- BioShock Infinite
- Blood Bros.
- Blood Omen 2: Legacy of Kain

## C
- Catacomb Snatch
- The Chaos Engine
- Cogs (video game)
- Compilation of Final Fantasy VII

## D
- Damnation (video game)
- Dark Chronicle
- Darkwatch
- Dishonored

## E
- The Eidolon
- Epic Mickey
- Epic Mickey 2: The Power of Two

## F
- Final Fantasy VI

## G
- Gadget: Invention, Travel, & Adventure
- Gatling Gears
- The Golden Compass (video game)
- Greed Corp
- Gunbird
- Gunbird 2
- Gunman Chronicles
- Guns of Icarus

## J
- Jak and Daxter: The Precursor Legacy
- Jamestown: Legend of the Lost Colony

## L
- Lamplight City
- The Legend of Zelda: Phantom Hourglass
- The Legend of Zelda: Spirit Tracks
- Lemony Snicket's A Series of Unfortunate Events (video game)
- Lighthouse: The Dark Being

## M
- Machinarium
- Maximo vs. Army of Zin
- The Misadventures of P.B. Winterbottom

## N
- Neo Steam: The Shattered Continent
- Nostalgia (video game)

## O
- O.D.T.

## P
- Pathologic
- Penny Arcade Adventures: On the Rain-Slick Precipice of Darkness
- Professor Layton
- Progear
- Project Nomads

## R
- Rise of Nations: Rise of Legends
- Rise of Nightmares

## S
- Shikkoku no Sharnoth: What a Beautiful Tomorrow
- Shining Force
- Skies of Arcadia
- SkyGunner
- Slouching Towards Bedlam
- Snoopy Flying Ace
- Space: 1889 (video game)
- Steambot Chronicles
- Steel Empire
- Syberia
- Syberia II

## T
- Thief (serija)
- Torchlight
- Torchlight II

## U
- Ultima: Worlds of Adventure 2: Martian Dreams

## V
- Van Helsing (video game)
- Voyage: Inspired by Jules Verne

## Anime
- Steamboy
- Laputa
- Trigun
- Fullmetal Alchemist
- Fullmetal Alchemist: Brotherhood

## Vanjske poveznice
|  | Zajednički poslužitelj ima još gradiva o temi Steampunk |